# Maasin City
Maasin City ist eine Stadt in der philippinischen Provinz Southern Leyte und befindet sich am südöstlichen Ausläufer der Insel Leyte. Maasin City ist die Hauptstadt und mit 421.750 Einwohnern (Zensus vom 1. August 2015) die größte Stadt dieser Provinz.
Im Jahre 2000 wurde Maasin in den Status einer Stadt erhoben.

## Namensherkunft
Die Ortschaft war ursprünglich unter dem Namen Tagnipa bekannt. Die Namensgebung geht auf folgende Legende zurück:
Einige Spanier erreichten auf der Suche nach Trinkwasser den Canturin River. Sie fragten die Einheimischen auf Spanisch: „Que pueblo es este?“ (Welcher Ort liegt im Osten), wobei sie mit einer Geste den Fluss entlang deuteten. Die Einheimischen, die kein Wort verstanden, waren der Meinung, sie würden nach dem Geschmack des Wassers befragt und antworteten Maasin (salzig) Seit dieser Zeit ist der Ort und die Gegend unter diesem Namen bekannt.

## Geographie

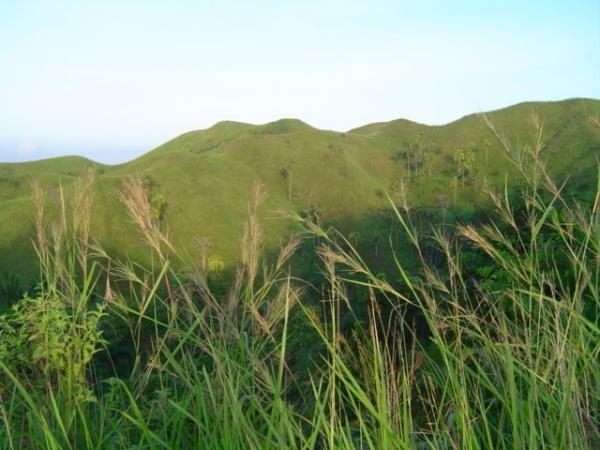
Grüne Hügel um Maasin City

Maasin City liegt am äußersten westlichen Zipfel der Provinz Southern Leyte. Im Nordosten grenzt das Stadtgebiet an die Gemeinde Tomas Oppus, im Osten und Südosten an Malitbog, im Süden an Macrohon und im Norden an die Gemeinde Matalom aus der Provinz Leyte. Im Westen erstreckt sich der Canigao-Kanal, der Leyte von der Nachbarinsel Bohol trennt.
Southern Leyte wird durch relativ flache Landabschnitte entlang der Küstengebiete charakterisiert, an denen sich der Großteil der Bewohner angesiedelt hat. Das Inland ist dagegen rau und bergig. Zu den zahllosen Flüssen, die das Gebiet durchströmen, gehört der Canturin River, dessen Lauf durch Maasin City führt.
Die Stadt verfügt über einen kleinen Provinzflughafen, dem einzigen der Provinz, der sich im Baranggay Panan-awan befindet. Die Landebahn dieses Flugplatzes hat eine Länge von 1.200 m und eine Breite von 30 m und ist somit lediglich für den regionalen Flugverkehr eingerichtet.
Von den zwölf Seehäfen von Southern Leyte sind zwei als Nationalhäfen ausgewiesen. Neben dem Hafen von Liloan ist das der Hafen von Maasin City. Von hier aus reist man in sechs Stunden mit dem Schiff nach Cebu und zurück.

## Sprache und Religion
Die in der Stadt beheimateten Maasinhons und Southern Leyteños sprechen vornehmlich Cebuano oder den nahezu identischen Dialekt Boholano. Zudem wird in der Schule neben Filipino auch Englisch von Anfang an unterrichtet, so dass weite Teile der Bevölkerung einfaches bis sehr gutes Englisch sprechen. In ihrer Kultur und Sprachform unterscheiden sie sich von der Bevölkerung der Insel Cebu und Bohol, aber auch von ihren Nachbarn, die an der Westküste der Provinz Leyte zu Hause sind. Die meisten Bewohner sind Bauern und Fischer, die für ihre harte Arbeit und ihre Genügsamkeit bekannt sind.
Etwa 90 % der Stadtbewohner sind römisch-katholisch, wobei traditionell der heidnische Volksglaube immer noch Einfluss innerhalb der Bevölkerung genießt.

## Barangays
Maasin City ist politisch in 70 Barangays (Ortsteile) untergliedert.
| - Abgao (Pob.) - Asuncion - Bactul II - Bactul I - Badiang - Bagtican - Basak - Bato II - Bato I - Batuan - Baugo - Bilibol - Bogo - Cabadiangan - Cabulihan - Cagnituan - Cambooc - Cansirong - Canturing - Canyuom - Combado - Dongon - Gawisan - Guadalupe - Hanginan | - Hantag - Hinapu Daku - Hinapu Gamay - Ibarra - Isagani - Laboon - Lanao - Libhu - Lonoy - Lunas - Mahayahay - Malapoc Norte - Malapoc Sur - Mambajao (Pob.) - Manhilo - Mantahan (Pob.) - Maria Clara - Matin-ao - Nasaug - Nati - Nonok Norte - Nonok Sur - Panan-awan | - Pansaan - Pinascohan - Rizal - San Isidro - San Jose - San Rafael - Santa Cruz - Santa Rosa - Santo Niño - Santo Rosario - Soro-soro - Tagnipa (Pob.) - Tam-is - Tawid - Tigbawan - Tomoy-tomoy - Tunga-tunga (Pob.) - Acasia - Combado - Libertad - Lib-og - Pasay - San Agustin |

## Geschichte
Maasin ist eine der ältesten Ortschaften im Süden der Insel Leyte. Von ihrer Existenz in der vorspanischen Periode ist jedoch wenig bekannt. Als die spanischen Missionare ihre Arbeit in dieser Ortschaft begannen, bemerkten sie schnell, dass die Gemeinschaft sich gut organisiert präsentierte und der katholischen Religion äußerst interessiert gegenüberstand. Zu Beginn des 18. Jahrhunderts entschlossen sich daher die jesuitischen Missionare, eine Kirchengemeinde in diesem Ort einzurichten.

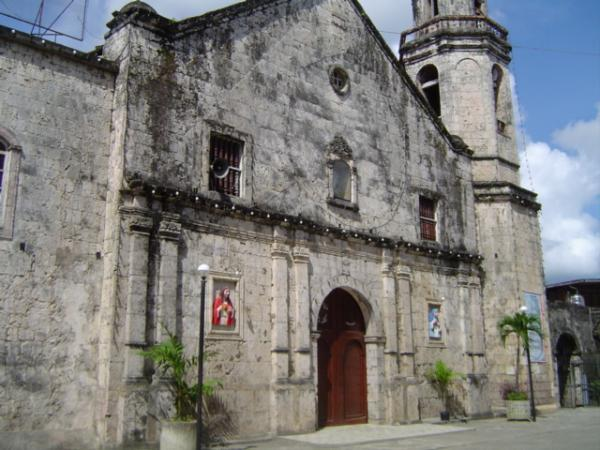
Die Maasin City Kathedrale

Der Ort blühte im Laufe des 18. Jahrhunderts auf, als die Jesuitenpriester die erste Kirche erbauten, deren Ruinen noch heute in dem Gebiet zwischen Abgao und Mantahan zu finden sind. Die Jesuiten verwalteten die Ortschaft zwischen 1700 und 1768, bevor die Kirchenaufgaben von Augustinern übernommen und bis ins Jahr 1843 fortgeführt wurden. Während dieser Zeit errichteten sie eine weitere Kirche, etwa einen Kilometer vom ersten Gotteshaus entfernt, die noch heute existiert, jedoch stark renovierungsbedürftig ist. Zwischen 1843 und 1896 führten dann Missionare des Franziskanerordens die christliche Arbeit weiter, ehe sie durch die aufkommende Philippinische Revolution gezwungen waren, Maasin als Standort aufzugeben.
Im Laufe der spanischen Kolonialzeit entwickelte sich Maasin zu einer eigenständigen Gemeinde und einem geschäftigen Seehafen, der den Handel zu den nahen Inseln Cebu, Bohol und Mindanao ausbaute.
Während der kurzen Periode der Philippinischen Revolution gegen Spanien vollzog sich ein Wechsel an der Spitze des Ortsvorstandes. Im Herbst 1898 kam General Lukban nach Maasin, stellte im Namen der zeitweilig existierenden philippinischen Republik eine Gemeinderegierung zusammen, gründete hier unmittelbar vor dem Ende der spanischen Herrschaft einen Gerichtshof der ersten Instanz sowie eine Finanzbehörde (gleich dem provinzialen Finanzamt) und richtete ein Büro des „Administrador de Hacienda“ (gleich dem Schatzmeisteramt der Provinz) ein.
Die Ankunft der Amerikaner zu Beginn des 20. Jahrhunderts beendete die Träume der Filipinos nach Unabhängigkeit und das Land geriet unter die Herrschaft einer neuen Kolonialmacht. Unter der amerikanischen Administration wurden demokratische Einrichtungen etabliert, es wurden Schulen gegründet, die Wirtschaft begann sich zu entwickeln und machte Maasin zu dem Ort mit den besten ökonomischen Aussichten im gesamten südwestlichen Leyte. Mit dem Machtwechsel im Land wurden die meisten Positionen nach Tacloban transferiert, wobei der Standort der Finanzbehörde jedoch in Maasin verblieb. Die große Distanz zwischen Maasin und der Provinzhauptstadt erschwerte die Verwaltung der südlichen Gebiete von Tacloban aus deutlich. Hinzu kamen die sprachlichen Hindernisse, die zwischen dem Cebuano sprechenden West- und Südleyte und der östlichen bzw. nördlichen Inselregion mit ihrem Dialekt Wáray-Wáray vorherrschte. Aus diesem Grund unterstützten verschiedene bekannte Führungspersönlichkeiten die Pläne zur Aufteilung der Insel in zwei separate Provinzen.
Am 3. Juni 1942 marschierten die Japaner in Maasin ein und stellten den Ort unmittelbar unter Kriegsrecht. Viele Einwohner flüchteten vor den Gräueltaten der Japaner in die Bergregionen und die Hügel der näheren Umgebung. Einige tapfere Bewohner, wie Ruperto Kangleon oder Alfonso Cobile, bekämpften die japanischen Besatzer in einem Guerillakrieg, womit sie sich in der Geschichte der Stadt einschrieben.
Maasin wurde schließlich im Spätjahr 1944 zurückerobert, als amerikanischen Truppen auf Leyte landeten und sich in der Schlacht um Leyte kontinuierlich durch die Insel bis nach Maasin kämpften. Die Ortschaft wurde nach dem Krieg wieder zu einem geschäftigen Küstenort und Umschlagplatz für Handelsgüter aus und zu den Nachbarinseln sowie zu einem Kommerz- und Industriezentrum im Süden von Leyte.
Am 1. Juni 1960 wurde Southern Leyte offiziell zu einer eigenständigen Provinz ernannt, wobei man der Ortschaft Maasin den Sitz der Provinzregierung zuwies. Nachdem der Ort in den folgenden Dekaden an Bewohnern und Wirtschaftskraft zugenommen hatte, reichte der Kongressabgeordnete Aniceto G. Saludo, Jr den House Bill Nr. 7201 ein, der die Umwandlung der Gemeinde Maasin in eine Provinzstadt vorsah.
Der Republik Act Nr. 8796, unterzeichnet von Präsident Joseph Estrada am 11. Juli 2000, der am 10. August 2000 von den Einwohnern in einer Volksabstimmung bestätigt wurde, gestand Maasin schließlich den Status einer Stadt zu.

## Klima
Die Monate März bis Mai sind in diesem Gebiet eher heiß und trocken, wobei die Temperaturen zwischen 22 °C und 32 °C schwanken. Da die Provinz in der Regel keiner ausgesprochen Trockenzeit ausgesetzt ist, können Niederschläge mehr oder weniger das gesamte Jahr über auftreten; sie häufen sich jedoch in den Monaten Juni bis Oktober.
Die Zeit zwischen November und Februar zeichnet sich dagegen durch kühlere Temperaturen von 22 °C bis 28 °C aus. Die durchschnittliche jährliche Luftfeuchtigkeit liegt bei 77 %.

## Sehenswürdigkeiten

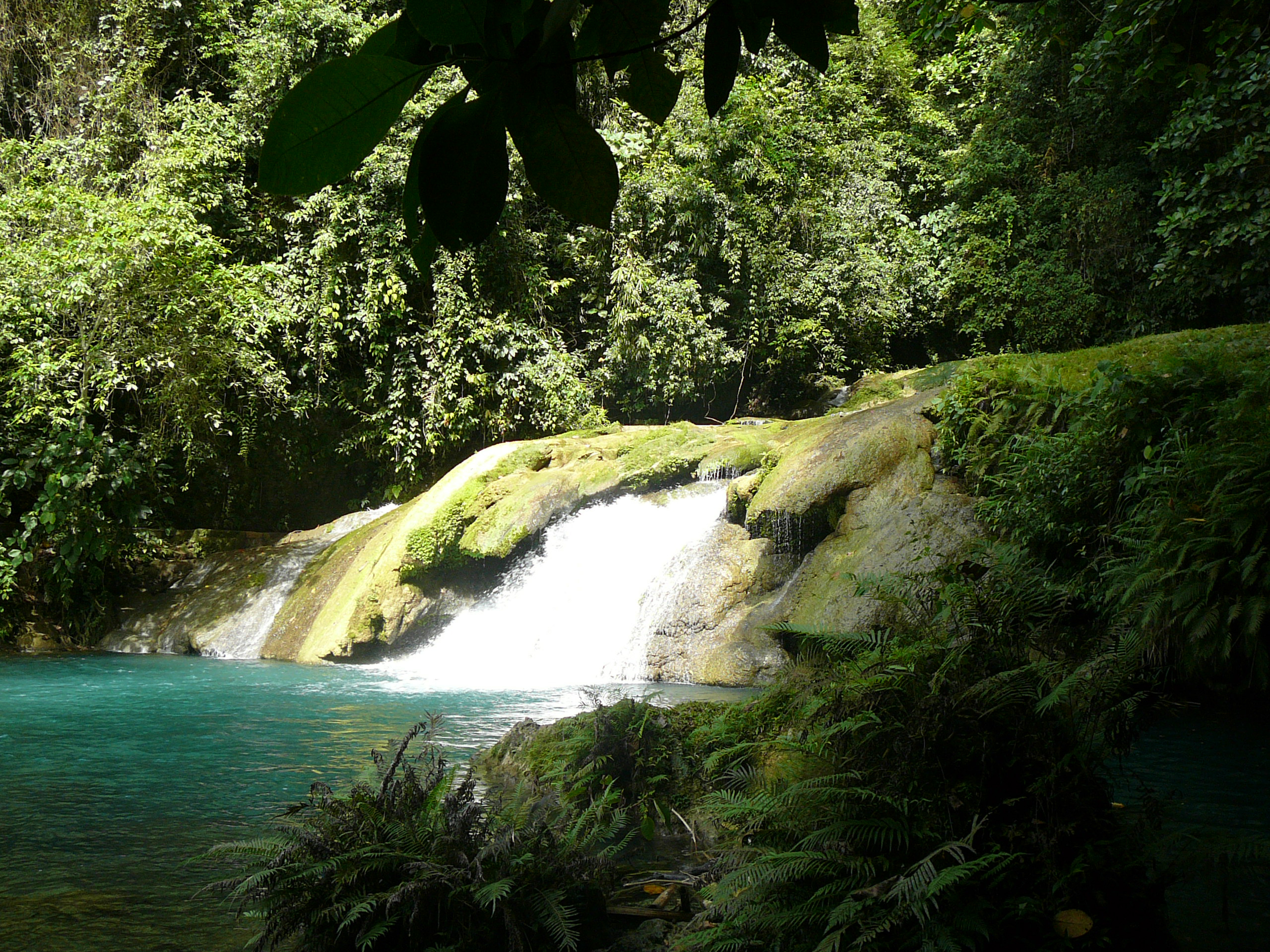
Die Cagnitoan Lagune befindet sich in der zu Maasin City gehörenden Bergregion

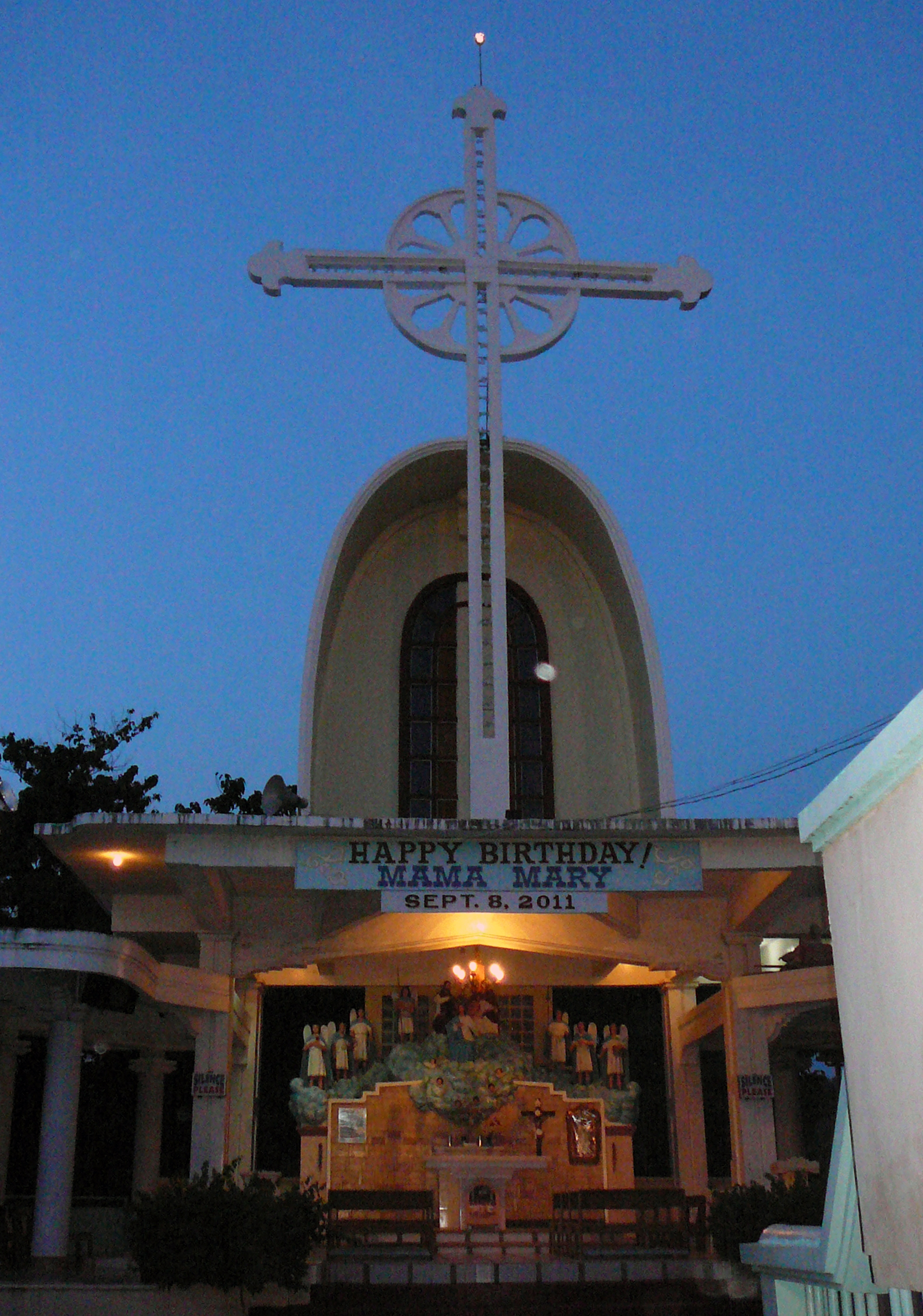
Zur Marien-Statue gehörende Kapelle

Die in den Jahren 1839 bis 1852 erbaute Kathedrale, das wohl älteste und auch größte Gotteshaus in Maasin City, ist das dritte Bauwerk an dieser Stelle. Bereits im 17. Jahrhundert wurde dort eine Kirche gebaut, die jedoch einem Feuer zum Opfer fiel. Das gleiche Schicksal ereilte auch den zweiten Bau. Die heute noch existierende Kirche wurde unter Aufsicht der spanischen Kolonialherrscher errichtet, der Bau und die Finanzierung erfolgten jedoch komplett durch die Einwohner der Stadt. So musste jede Familie täglich einen Arbeiter stellen und sechs Eier liefern, wobei das Eiweiß in die Baumaterialien eingearbeitet wurde und das Eigelb mit zur Verköstigung diente. Wer sich nicht an diese Vorgaben hielt, musste damit rechnen, ausgepeitscht zu werden.
Seit 1968 ist die Stadt zudem Bischofssitz. Sie liegt am Anatalio Gaviola Plaza. Dieser einem ehemaligen Bürgermeister der Stadt gewidmete Park ist ein beliebter Erholungsbereich.
Die „Cagnitoan Lagune“ (Cagnitoan Lagoon; 276 Meter über dem Meeresspiegel) sowie die noch einige Meter höher gelegene „Guisohotan Höhle“ (Guinsohotan Cave) befinden sich im Barangay Cagnitoan. Sie sind vom Barangay Maria-Clara aus erreichbar. Ein einheimischer ortskundiger Guide ist empfehlenswert. Auch wenn dem Wasser nach vereinzelten Berichten heilende bzw. therapeutische Wirkung zugesprochen wird, konnte diese wissenschaftlich nicht belegt werden.
Das kalte und damit besonders in der Trockenzeit sehr erfrischende Wasser der Lagune entspringt der „Guisohotan Höhle“, die in Begleitung eines Führers und unter Benutzung einer Lampe begangen werden kann. In ihrem Inneren finden sich einige kleinere Wasserfälle. Zudem dient die Höhle besonders ob ihrer Verzweigtheit und hohen Luftfeuchtigkeit vielen Fledermäusen als Behausung.
Der 15 km vom Stadtzentrum entfernte Camp Danao Forest Park liegt in der Bergregion Maasins auf 335 m Höhe. Er hat eine Fläche von ca. 500 Hektar. Nach einem großflächigen Brand wurde der Park systematisch wieder aufgeforstet. Nachdem die Verantwortung 1989 von der Provinz-Regierung auf die lokale Verwaltung übergegangen war, entwickelte er sich durch den Bau eines Bungalows zu einem Naherholungsgebiet. Zudem finden hier seitdem regelmäßig Lehrgänge und Workshops zu verschiedensten Themen statt. Im Jahr 2000 wurde ein künstlicher See angelegt. Seit Mitte 2010 wird der Park systematisch zu einer Art Zoo ausgebaut, in dem die Tiere nicht in Käfigen gehalten, sondern durch natürliche Hindernisse vom Besucher getrennt werden. Dort können wohl mindestens 25 Tierarten (Vögel, verschiedene Säugetiere, Krokodile etc.) betrachtet werden. Das Projekt sollte im Laufe des Jahres 2012 fertiggestellt werden.
Außerdem diente der Park und der ihn umgebende Wald 2010 den philippinischen Pfadfindern als landesweiter Treff (2010 BSP National Activity).
Das in Privatbesitz befindliche, der Öffentlichkeit zugängliche Abiera Museo d’Art beherbergt eine Vielzahl einheimischer und auch europäischer Tierpräparate, eine Münzsammlung, modellmäßige Nachbauten, Zeichnungen und Skizzen historischer Gebäude und historische Relikte aus der Region. Zudem sind einige Vogelarten in Käfigen zu sehen (u. a. verschiedene Eulen). Der Besitzer ist ein ehemaliger Kongressabgeordneter und angesehener Künstler.
Die Statue „Lady of Assumption“ (zu Deutsch: „Mariä Himmelfahrt“) (lokal auch unter dem Namen: „Mama Mary Shrine“ bekannt) ist aus weiterer Entfernung vom Meer aus sichtbar. Sie liegt 104 m über dem Meeresspiegel auf den „Jalleca Hills“. Die Statue ist ca. 11 Meter (36 Fuß) hoch und stellt damit die höchste Marien-Statue der Philippinen dar. Die aus Beton und Eisen bestehende Statue wurde 1995/1996 gebaut, nachdem eine Einwohnerin Maasins (Frau Milagros Gaviola)in einem Traum eine Marienerscheinung hatte und daraufhin einheimische und überregionale Geldgeber überzeugen konnte, diese Statue zu finanzieren. Die meisten Arbeiter haben zudem freiwillig und unentgeltlich gearbeitet. Der Architekt der Statue ist der ebenfalls in Maasin wohnende Salvador Abiera, dem auch das oben genannte „Abiera Museo d’Art“ gehört. Eine unmittelbar an die Statue angrenzende Kapelle wurde 1996/97 errichtet. Hinter einem einfachen Altar sind einige Heilige sowie Putten auf einer Wolke dargestellt. Zu erreichen ist sie über eine mehr als 300 Stufen hohe Treppe.
Maasin, ob seiner religiösen Attraktionen in den Philippinen bekannt, hat neben der oben genannten Statue „Lady of Assumption“ ein in der ganzen Region sehr bekanntes Pilgerzentrum, das San Francisco Javier Pilgrims Center (auch unter dem Namen „Hanginan“ bekannt, da es im gleichnamigen Barangay liegt). Die auf 400 Höhenmetern gelegene Kapelle ist über einen Wanderweg zu erreichen. Der Geschichte nach sandte eine Familie von der Insel Bohol ihren Sohn mit einer Statue des Heiligen Francisco Javier (zu Lebzeiten Soldat) nach Maasin, um dort „in den Bergen, aber nicht zu weit von der Stadt entfernt“ einen Platz zu finden, von dem aus man die ganze Gegend überblicken konnte. Dort sollte er zu Ehren des Heiligen einen Schrein errichten. Dieser wurde mit der Zeit immer weiter ausgebaut. Der ursprüngliche Bau wird um das Jahr 1930 datiert. Noch heute pilgern jeden Freitagmorgen Hunderte von Menschen nach Hanginan. Zudem ist es für Soldaten aus der Region eine Tradition, vor einer Verlegung dorthin zu pilgern, um zu beten. Auch Studenten, Schüler oder vor anderen Prüfungen stehende Menschen pilgern zu diesem Ort, um für ein Gelingen zu beten. Oft werden diese Gebete mit einem „Wunder“ belohnt.
Das von Odong und Loring Chung gespendete Rückzugsgebiet für Pilger und Gläubige, Monte Cueva, liegt etwas abseits vom Maasiner Stadtzentrum. Hierbei handelt es sich um eine in einer Höhle gelegene „Kathedrale“, in der zu Zeiten des Zweiten Weltkrieges und v. a. während der japanischen Besatzung Relikte und andere kirchliche Güter aufbewahrt wurden. Während dieser Zeit fanden dort heimlich Messen statt. Oberhalb der Höhle befindet sich eine gut neun Meter (30 Fuß) hohe Marien-Statue, die von einer Erhebung herabblickt. Heute feiern dort regelmäßig Pilger und Einheimische Messen, entweder in der Höhle selbst oder vor einem Altar auf dem Bergplateau.